# ウソップランド
『ウソップランド』は、1983年10月26日から1986年4月16日までテレビ朝日で放送されていた、コントグループ・怪物ランド主演のバラエティ番組。全124回。
ここでは後継番組の『なに．ソレ!?』についても記載する。

## 概要
当時のテレビ朝日深夜「田辺エージェンシー制作協力枠」のひとつとして制作され、毎週水曜深夜（木曜午前）0時25分から放送された30分番組。関東地方ではこの後『CNNデイウォッチ』、『若原瞳のラブリー10』が続いて放送された。
怪物ランドが中心として構成された社会風刺によるパロディを主としたコント番組で、そのパロディ対象はCMやテレビ番組から歌手・タレント・風俗・世相、政治はおろか、怪物ランド自身まで多岐にわたる。1990年代頃以降で言うところの「あるあるネタ」や、キャラクターコントシリーズが多く見受けられた（30億円イロモノ隊の「若者たち・よ」、「夜の少年ドラマ・バロムI」、「美味しんぼ小僧・ウンチクくん」など）。
撮影は東京都港区の有栖川公園等での屋外ロケが多く、最小限のセット（ちゃぶ台、座布団、簡単な書き割り等）でよく行われており、雨や台風の日でも傘を差しながらの収録があった。
モンティ・パイソンのスケッチ『BLACK MAIL』のオマージュともいえる『テレビ脅迫電話』が作られたこともあった。

## 出演者
- 怪物ランド
  - 平光琢也（作家も兼ねる）
  - 赤星昇一郎
  - 郷田ほづみ
- 松本小雪
- 松尾享子

他、手の空いているスタッフが多数登場。
多く出演したゲスト
- 矢尾一樹
- 石田登星
- 安西正弘
- 高野寛（俳優）

## 主なコーナー
ドキュメンタリー・パロディ
番組前半のコーナーで「本編コント」とも呼ばれる。未来予想や○○入門のようなHOW TOモノ、流行のパロディなど。途中で郷田演じる知恵袋おばさんが登場し、関係ない話を繰り広げる。脚本はライターと平光が持ち回りで執筆。
チャレンジビデオコーナー
視聴者から募集した映像を流すコーナーだが、集まりが悪かったので早期に終了された。大学生時代の三谷幸喜の作品が放送されたこともある。
ミュージックビデオ
洋楽ミュージックビデオや怪物ランドのプロモーションビデオが流された。元々は時間調整のためのコーナー。
なつコマリクエスト
読んで字の如く、懐かしいCMをリクエストに応えてON AIRするコーナー。平光または郷田と松尾享子が2人でコーナーを進める。松尾が降板して松本小雪に変わってからは、全身タイツ姿のパフォーマー赤星がその背後でなにがしかの（CMとはほとんど無関係の）パフォーマンスを展開。松本の「今週のパフォーマーはなんですか?」との問いに平光や郷田がシュールに答えて、コーナーの締めとなる。
予告編
映画やテレビ新番組等の予告編パロディ。例えば『若大将シリーズ』や『兵隊やくざ』などが元ネタとされたが、ほとんどは予告編止まりでその後に本編までは制作されていない。「ネバーネバーエンディングストーリー（♪正直じいさんポチ連れて〜）」は後に有栖川ライブで実演された。
募集のお知らせ
政府広報や募集広告の形式を元にしたパロディもの。例えば「忍者部隊」や「遣隋使」、「かけ声組」（一世風靡セピアを元ネタとしたもの）などが募集され、実際に番組へ応募した視聴者もいた。
MYポエム
詩や格言等をわかりやすく解説するコーナー。
子泣きジジィ出没
街のあちこちに子泣きジジィが現われる。元ネタは『ゲゲゲの鬼太郎』の子泣き爺。決め台詞は「子ぉ泣きジジィじゃっ!…（間）…夢見るぞ!」。以降、子泣きジジィと言えば赤星ということが定着し、『月曜ドラマランド』で実写版『ゲゲゲの鬼太郎』が放送された際には赤星が演じている。
だってお友達になりたかったんだモン
平光演じるミスターフレンドマンがいろんな人にちょっかいを出したり、おせっかいを焼いて友達になろうとする。しかし相手にとっては単なる迷惑でしかない行為のため、相手の怒りを買うだけになってしまうという展開。最後は相手に凄まれた平光が半泣きになりながら「だってお友達になりたかったんだモン!」と言って終わる。
一度だけ赤星が演じる「しょうがねえだろお前、いじめてやりたかったんだもん、食えよお前！」というパロディキャラが登場。
ロックスターヒストリー
ロックやパンクなどのアーティストを取り上げて怪物ランドらが扮装、寸劇をする。
今週のヤな野郎!!
松本小雪が身近にいる嫌なヤツを演じる。毎回、怪物ランド3人の「ヤ〜な野郎〜だなぁ〜、小雪って」という台詞で終わる。
有栖川ライブ
見学の視聴者を集めて行われた公開録画コーナー。通常のコントや怪物ランドのステージなどの模様が流された。
外苑東通りの狼
ハードボイルドタッチのドラマ風コーナー。赤星と郷田の2人がジープで外苑東通りを走り回りながら、社会の理不尽さや犯罪等に対して怒りを燃やすもののスケールの小さいことしか出来ず、毎回ラストで「な〜んか物足んねぇなぁ」と言いつつ、有栖川公園の芝生の上に置いた中古のテレビ等を2人がハンマーで叩き壊すという展開。後期には視聴者から壊してほしい物が送られてくるようになる。オープニングテーマはZZトップの"Tush"(Fandango, 1975)、エンディングテーマは同じくZZトップの"Arrested For Driving While Blind"(Tejas, 1977)。
ウンチクくん（正式名称不明）
漫画『美味しんぼ』のパロディ。ファッション関係で困っている人物（赤星）をウンチクくん（郷田）が救う。
夜の少年ドラマ バロム・I（ばろむ・あい）
「どこにでもいる平凡な男子高校生、『サリー（郷田）』」と「どこにもいない非凡な女子高校生、『チッチ（平光）』」が、呪われた不純異性交遊『合体』をする事によって誕生するバロム・I（赤星）が悪と戦う、特撮作品『バロム・1』のパロディー。チッチとサリーという2人の名前は、みつはしちかこ『小さな恋のものがたり』の主人公からの引用。バロム・Iの掛け声は「シックス!」、エネルギー源は「夜のお菓子うなぎパイ」。コーナーBGMは『科学戦隊ダイナマン』や『宇宙刑事シャリバン』等のオープニングとエンディングを使用。
ほか

## 主なスタッフ
- 構成：石塚千明、川崎良、清水東、前田光司、宮下康仁
- 音楽：高橋進
- 制作進行：立原賢三（田辺エージェンシー）、今野泰臣（ミュージックファーム）
- 企画協力：ミュージックファーム（現エムファーム）
- ディレクター：高麗義秋・石野隆己（ミュージックファーム）
- プロデューサー・演出：湧口義輝・岩村紀明（テレビ朝日）
- 企画制作：皇達也（テレビ朝日）、田辺昭知（田辺エージェンシー）
- 制作協力：田辺エージェンシー
- 制作著作：テレビ朝日

作家陣には、後にアニメ『釣りバカ日誌』や『ふたりはプリキュア』に参加する川崎良、清水東もいた。

## 楽曲
- オープニング、エンディングは共にジャズのスタンダード「イン・ザ・ムード」をテクノ・ポップ調にアレンジしたもの。エンディングには赤ちゃんの泣き声がかぶせられている。
- 郷田がメインボーカルで「機嫌を直してもう一度」（1960年代のポップス）、「あの娘のリクエスト」、「Street wolf」（高橋進/作詞・作曲・編曲）などのPVが作られ、ミュージックビデオコーナーやエンディング等で流された。
- 平光が歌う「だってお友達になりたかったんだモン」のテーマはベーシストの坂井紅介の作。

## 放送局
- テレビ朝日
- 北海道テレビ（テレビ朝日と同時ネット）
- 東日本放送（テレビ朝日と同時ネット）
- 静岡県民放送（静岡けんみんテレビ、現：静岡朝日テレビ、テレビ朝日と同時ネット）
- 新潟テレビ21[3]
- 名古屋テレビ
- 広島ホームテレビ（途中打ち切り。その理由については後述）
- KBS京都
- サンテレビ

## 備考
- TRFのSAMが“リフラフ”というダンスユニットに在籍していた時代に、マイケル・ジャクソンの『スリラー』のパロディに出演していた。リフラフはその後『なに．ソレ!?』の初期にも登場する。
- 血液型をテーマにしたコント「血液型封建時代 ヘモグロビンショック」内で「AB型は下層階級」などの表現が差別に当たると部落解放同盟広島県連合会からの抗議があり、糾弾会まで実施された（1986年）。広島ホームテレビは直ちに放送を打ち切った。

## 当時の深夜番組
第2次オイルショックによる深夜放送の自粛が明け、深夜番組の開拓が盛んになってきた時期にこの番組が始まっている。テレビ朝日でもロングランとなった『タモリ倶楽部』や『グッドモーニング』（オナッターズ出演）、『トゥナイト』が放送され、他局においても『いきなり!フライデーナイト』や『オールナイトフジ』（共にフジテレビ）など、深夜番組のさきがけとなった番組が多く登場している。
ちなみに当時は、深夜番組の元祖である『11PM』（日本テレビ/読売テレビ）が放送されていた。

## 番組のその後
- ウソップランド終了翌週からは、同じ布陣による後継番組『なに．ソレ!?』（1986年4月23日 - 1986年9月24日、全23回）が放送された。ウソップランドのエピローグ的な番組で、当初から半年間の放送予定で制作された。内容は毎回テーマを決めた歌とダンスのメドレー、タレントアカデミー、怪物エージェント、郷田のクッキングコーナー、素晴らしき女達、選手権シリーズ、コント等。番組スタート時には前述のダンスユニット「リフラフ」らが登場していたが、第3話から「組人3」という女性3人のグループに交代した。
- 現在、DVD化に向けて署名活動を展開中との事。
- 2007年8月1日に放送された、テレビ朝日『スシ王子!』に赤星がゲスト出演。子泣きじじぃのミノを身にまとって「夢見るぞ。さらばじゃ！」と去ると、ウソップランドのエンディングのSE（赤ちゃんの鳴き声）が流れた。

## 関連書籍
- ウソップランド：怪物ランド（1985年、青銅社）
- 怪物ランドの生涯（1985年、河出書房新社、ISBN 4-309-26070-5）